# بلاك بيري Q10
بلاك بيري Q10 (بالإنجليزية: BlackBerry Q10)‏ هو هاتف ذكي من بلاك بيري يعمل بنظام بلاك بيري، تم طرحه في الأسواق في 2013.

## الخصائص
- نظام التشغيل: بلاك بيري
- الكاميرا الأمامية: 2 ميجابكسل
- الكاميرا الخلفية: 8 ميجابكسل
- الشاشة: 720×720
- الوزن: 139 غ (4.90 أونصة)
- المعالج: 1.5 جيجا هرتز ثنائي النواة
- الذاكرة: 2 جيجابايت رام
- التخزين: 16 جيجابايت